# Gauguin: The Full Story
Gauguin: The Full Story è un documentario per la televisione del 2003 diretto da Waldemar Januzczak e basato sulla vita del pittore francese Paul Gauguin.